# Psychodynamique
Psychodynamique est un adjectif se rapportant à l'étude du psychisme.

## Psychologie
Joy Paul Guilford désigne la psychodynamique comme l'étude des relations entre réponses aux stimuli.

## Psychothérapie
Les psychothérapies dynamiques ou psychodynamiques se caractérisent par une référence à la psychanalyse et à d'autres méthodes, dans la mesure où les paramètres du cadre psychanalytique traditionnel sont modifiés (entretien en face à face, rythme des séances…). Lorsque des apports techniques et méthodologiques issus d'autres pratiques que la psychanalyse sont utilisés on parlera plutôt de "psychothérapie intégrative". Quoique la psychothérapie psychodynamique présente a priori  un cadre plus souple par rapport à la cure type de la psychanalyse, il resterait à définir les autres approches qui ne peuvent rentrer dans son champ (sur le modèle de la théorie des ensembles ?), en définissant des invariants catégoriels inclusifs et des critères d'exclusion de l'ensemble "psychothérapie psychodynamique"[C'est-à-dire ?]. Inclure la neuropsychologie dans la psychothérapie psychodynamique ne pourrait en ce sens que référer aux premiers travaux de Freud sur les décharges neuroniques - travaux qui l'ont inspirés pour créer sa topique et son économique du psychisme, mais qu'il a abandonnés (référés à l'anatomie cérébrale) pour se consacrer à la "psycho-analyse" (le premier nom donné à la psychanalyse en France[réf. incomplète]. En ce sens, de nos jours, intégrer à la psychothérapie psychodynamique des champs qui ne relèvent pas à proprement parler de la psycho-thérapie (comme la neuropsychologie ou la psychiatrie, sauf si celui qui la pratique est un psychanalyste ou un psychothérapeute psycho-dynamicien) relève soit d'une erreur, soit d'une volonté de prôner un éclectisme qui, analysé de plus près, ne peut que révéler des incohérences théoriques.

## Psychanalyse
Élisabeth Roudinesco considère que les termes « psychiatrie dynamique » et « psychodynamique » sont équivalents et que Pierre Janet, en tant que psychologue, avait une approche psychodynamique.

## Psychodynamique du travail
La psychodynamique du travail est une discipline introduite par Christophe Dejours au début des années 1970 afin d'étudier la complexité des rapports qu'entretiennent les personnes au travail.